# Adil Arslân
Pour les articles homonymes, voir Arslan.
 (mai 2020).
Si vous disposez d'ouvrages ou d'articles de référence ou si vous connaissez des sites web de qualité traitant du thème abordé ici, merci de compléter l'article en donnant les références utiles à sa vérifiabilité et en les liant à la section « Notes et références ».
Vous pouvez aider à l'améliorer ou bien discuter des problèmes sur sa page de discussion.
- La traduction doit être revue. Le contenu est difficilement compréhensible à cause d’erreurs de traduction, peut-être dues à l’utilisation d’un logiciel de traduction automatique. (Marqué depuis mai 2020)

Adil Arslân (عادل أرسلان en arabe), né en 1887 à Beyrouth et mort en 1954 dans la même ville, est un homme politique ottoman puis syrien, émir druze, écrivain et poète. 
Il est le frère aîné des deux princes Chakib Arslan et Nasib Arslan. Il a vécu sa vie en exil d'un pays à l'autre en butte avec le mandat Français en Syrie. Il sera député du Liban au Parlement ottoman, puis Gouverneur général adjoint en Syrie (1918-1919), et conseiller du roi Fayçal de Syrie (1919-1920).

## Biographie

### Naissance et éducation
Adil Arslan est né en 1887 à Beyrouth alors sous domination ottomane. Son père, le prince Hammoud ben Hassan Arslan, est issu des princes du mont Liban. Adil a pour frères le prince Nassib, le prince Shakib et le prince Hassan. Il a fréquenté l'école américaine de Choueifat, où il aura pour enseignant Boutros al-Boustani. Plus tard, il s'installera à nouveau dans sa ville natale Beyrouth, où il étudiera quelque temps. Il se rendra ensuite à Constantinople, capitale de l'Empire ottoman, où il s'inscrira à la Faculté de droit et d'administration publique.

### Son travail au service du pouvoir ottoman
Entre 1908 et 1912, il est désigné comme membre du Conseil des représentants ottomans, pour le Mont-Liban et ses environs, ce qui en fera le plus jeune membre du conseil. En 1913, il est nommé premier secrétaire attaché au ministère de l'Intérieur à Constantinople, puis responsable de l'immigration pour la Syrie en 1914, l'équivalent du ministère de l'Intérieur.
En 1915, il est nommé maire suppléant de la région du Chouf au Mont-Liban et en 1916 Caïmacan du Chouf désigné par le ministre de l'Intérieur et sur proposition du gouvernement.
En relation avec les dirigeants de la Grande Révolte arabe, il rejoint alors la Ligue de la jeunesse arabe. Il s'engagera dans des organisations secrètes, pour réclamer l'indépendance des pays arabes et la mise en place du panarabisme (en arabe : الوحدة العربية  ou al-waḥda al-ʿarabiyya).

### Son rôle dans le gouvernement arabe de Damas
Il assiste à la mise en place à Damas du gouvernement de Fayçal Ier, auprès duquel il est nommé secrétaire spécial. Il sera ensuite nommé adjoint administratif du Premier ministre jusqu'à la déchéance du prince, au profit des Français en 1920. 
Il s'est opposé à la présence coloniale française en Syrie, et est actif dans les forces de résistance révolutionnaires.

### En Syrie pendant la révolution
En 1925, Arslân rejoint les révolutionnaires syriens aux côtés du sultan Pacha al-Atrash pour participer à la Grande révolte syrienne contre les Français. Après l'échec de 1926, il est contraint de s'enfuir de Syrie, poursuivi par les Français et est condamné à mort par contumace.
En 1937, il est désigné à la tête de la délégation du Haut comité arabe qui siège à Genève.

### En Syrie après l'indépendance
Après l'indépendance de la Syrie en 1946, il retourne à Damas et participe à plusieurs gouvernements, comme ministre de l'Éducation, puis de la Santé et des Affaires sociales en 1948, et enfin comme ministre de la Défense et des Affaires étrangères.  
En 1948, il est élu représentant du Golan et Vice-Président de la Syrie,. Il sera nommé Vice-Premier ministre et ministre des Affaires étrangères sous le gouvernement de Hosni al-Zaeem.  

### Franc-maçonnerie
Il a encouragé les loges maçonniques afin qu'elles soient au service de la cause arabe et a été élu grand maître 33ème du Rite écossais ancien et accepté. Son frère, Emin Arslan, fut le fondateur et le vénérable maître de la première loge de Beyrouth.